# 岡本駅 (兵庫県)
岡本駅（おかもとえき）は、兵庫県神戸市東灘区岡本五丁目にある、阪急電鉄神戸本線の駅。駅番号はHK-11。

## 概要
当初は普通・急行（西宮北口駅以西で各駅に停車）のみ停車していたが、1995年6月12日に阪神・淡路大震災の復旧工事が完了した際に実施されたダイヤ改正で特急をはじめとする全営業列車の停車駅となった。

## 歴史
神戸本線の中間駅で阪急とJRの駅が最も近接しているのが当駅であり、JR神戸線との競合の手前、震災前から当駅に特急を停車させる構想はあった。1995年6月に行われたダイヤ改正で当駅が特急停車駅となったことで特急の所要時間が延びたため、普通列車の六甲駅待避が少なくなった。

### 年表
- 1920年（大正9年）7月16日：阪神急行電鉄（当時の社名）神戸線開通と同時に開業[3]。
- 1967年（昭和42年）：この頃に構内踏切廃止[2]。
- 1973年（昭和48年）10月7日：自動改札機を設置し、供用開始[4]。
- 1979年（昭和54年）：駅舎改築[2]。
- 1995年（平成7年）
  - 1月17日：阪神・淡路大震災により被災。営業休止となる。
  - 4月7日：夙川駅 - 当駅間が復旧[3]。同区間で普通列車の折り返し運転を開始。
  - 6月1日：当駅 - 御影駅間が復旧[5]。夙川駅 - 神戸高速鉄道新開地駅間で普通列車の折り返し運転を開始。
  - 6月12日：西宮北口駅 - 夙川駅間が復旧し、全線開通[5]。特急と快速急行（現・準特急）が新規停車し、同日のダイヤ改正で設定された通勤特急と通勤急行も停車したため、全営業列車の停車駅となる。同時に両ホームにフラップ式発車標を設置。
- 2006年（平成18年）8月1日：エレベーター設置。
- 2013年（平成25年）12月21日：駅番号導入[6][7]。
- 2022年（令和4年）3月1日：フラップ式発車標の使用を停止し、LCD式発車標の供用を開始。

## 駅構造
相対式ホーム2面2線を有する地上駅。全営業列車が停車するが、分岐器や絶対信号機を持たないため、停留所に分類される。つまり緩急接続や折り返しができないが、特急や通勤特急は、当駅で通勤急行や普通に乗り換えることができるという案内をしている。双方のホームは地下道で連絡しており、エレベーターも設置されている。駅舎は三宮方面行ホーム大阪梅田寄りにある。その他、大阪梅田方面行ホーム側にも駅員無配置の改札口がある。
トイレは1号線ホームにある。

### のりば
| 号線 | 路線      | 方向 | 行先                                   |
| ---- | --------- | ---- | -------------------------------------- |
| 1    | ■神戸本線 | 下り | 神戸三宮・新開地・須磨浦公園・姫路方面 |
| 2    | ■神戸本線 | 上り | 大阪梅田・西宮北口・京都・宝塚方面     |

かつては大阪梅田寄りの踏切の東側に渡り線が設置されていた。また、2番線山側の崖下に、大阪方向に向いた側線(3番線)があり、乗降には使われなかったが、工事用荷電の引く貨車が、留置されていたこともある。この3番線は、構内地下道新設・プラットホーム拡幅工事の前に、撤去され埋められて、2番線ホームの拡幅に利用された。
2022年2月時点でフラップ式発車標が現役で使用されていたが、2022年3月1日にLCDの新型案内表示板に更新された。同駅の筐体の更新で、神戸線系統からフラップ式発車標は廃止された。

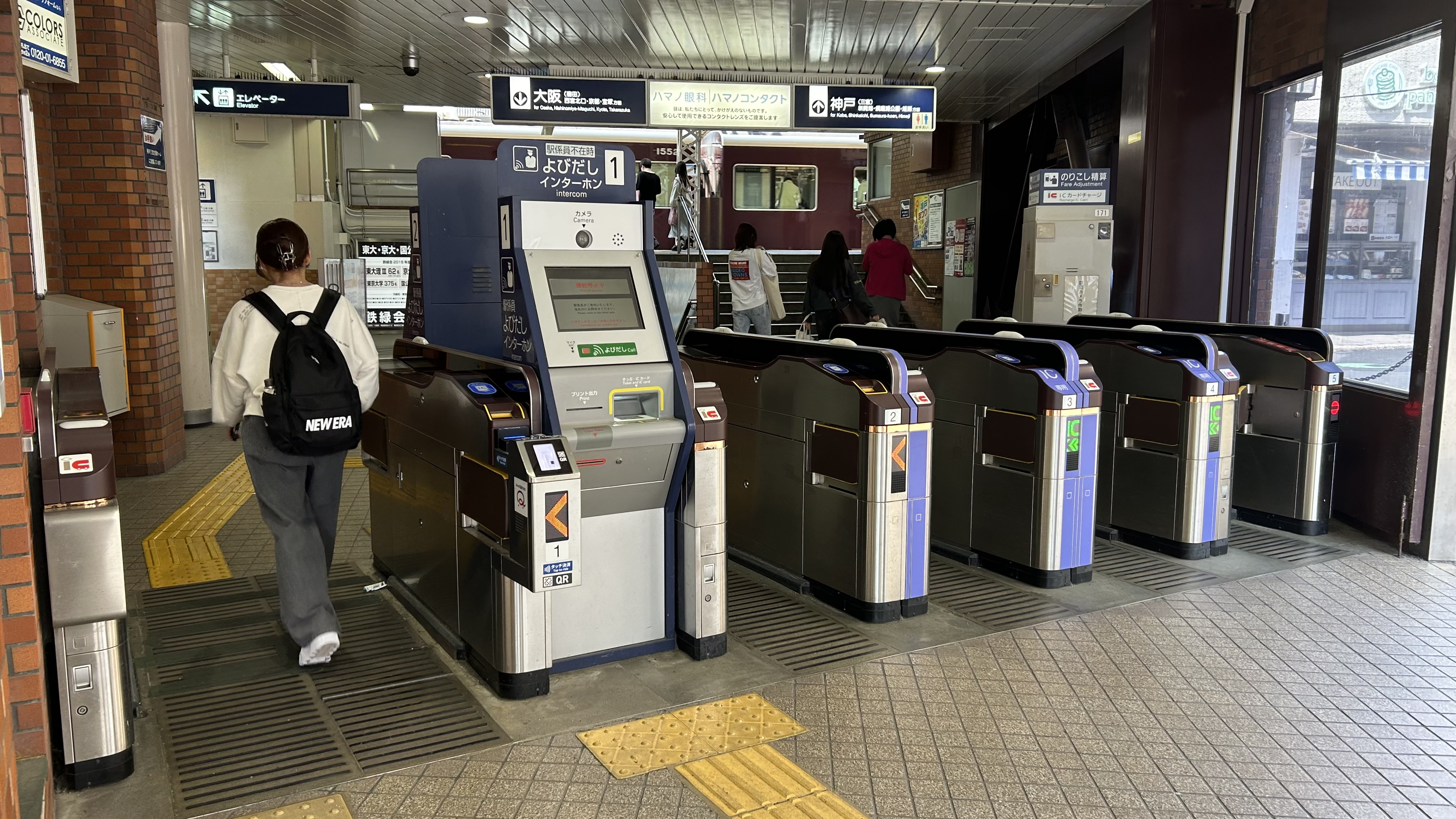
南改札口
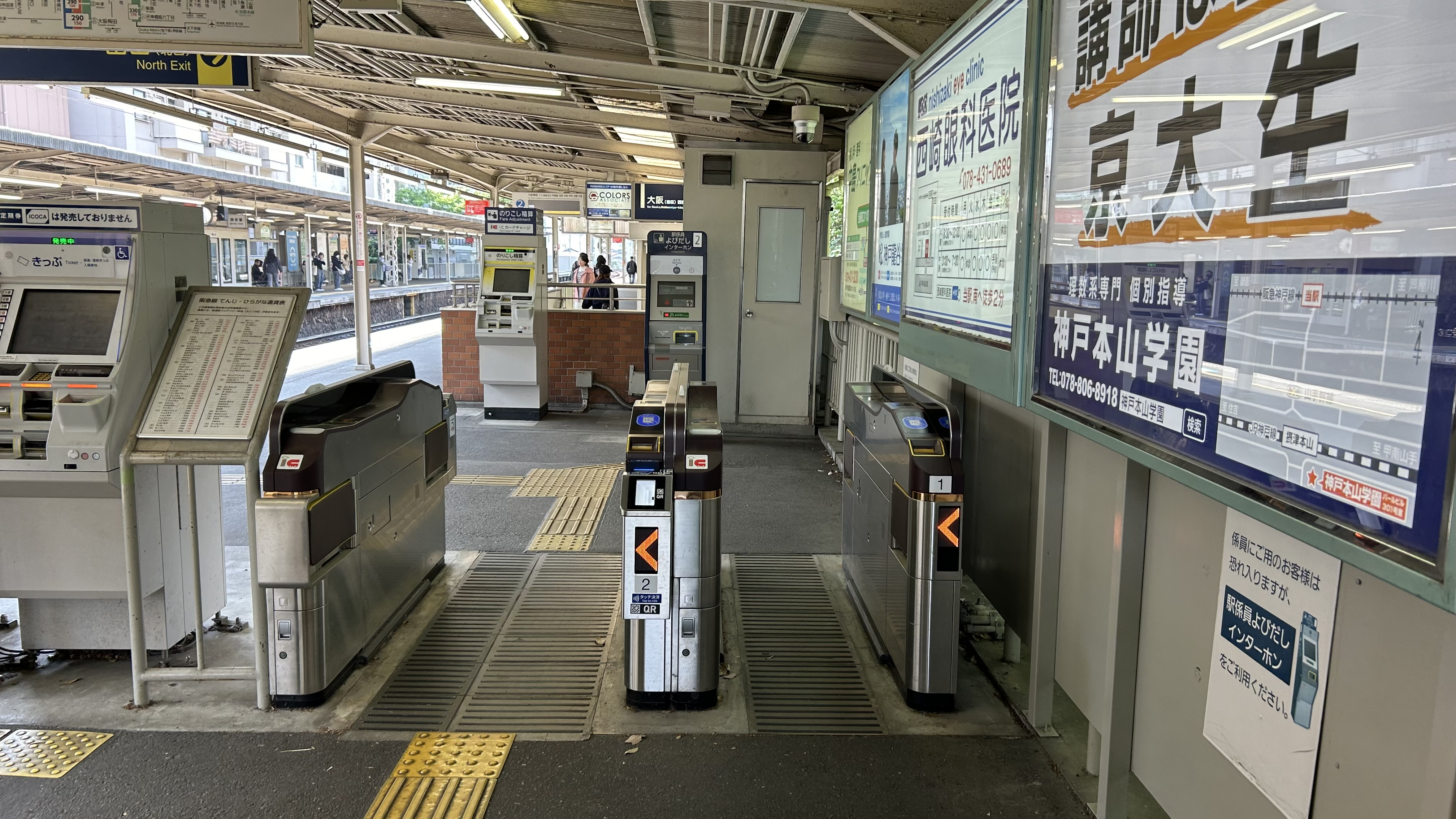
北改札口
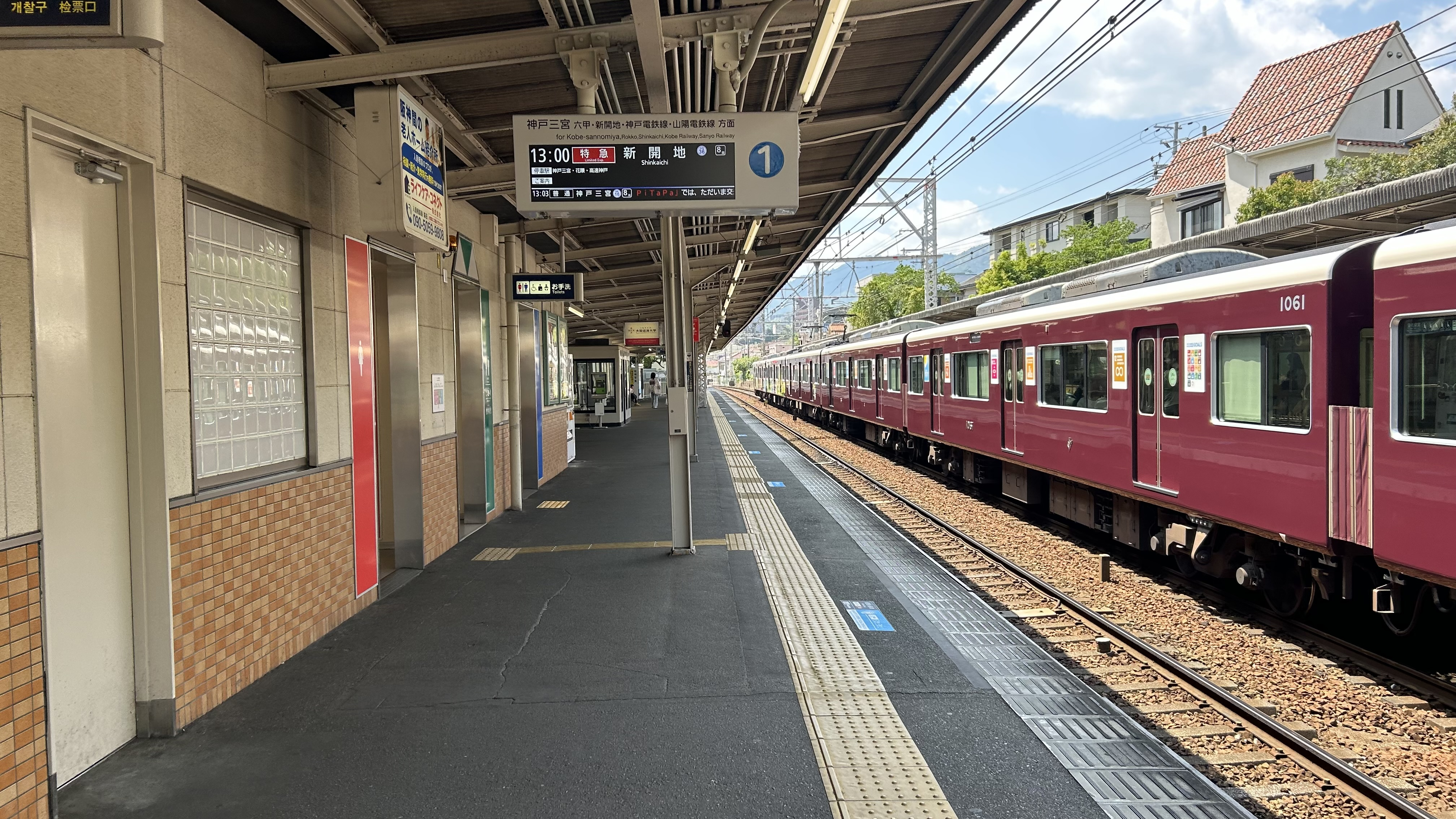
1号線ホーム
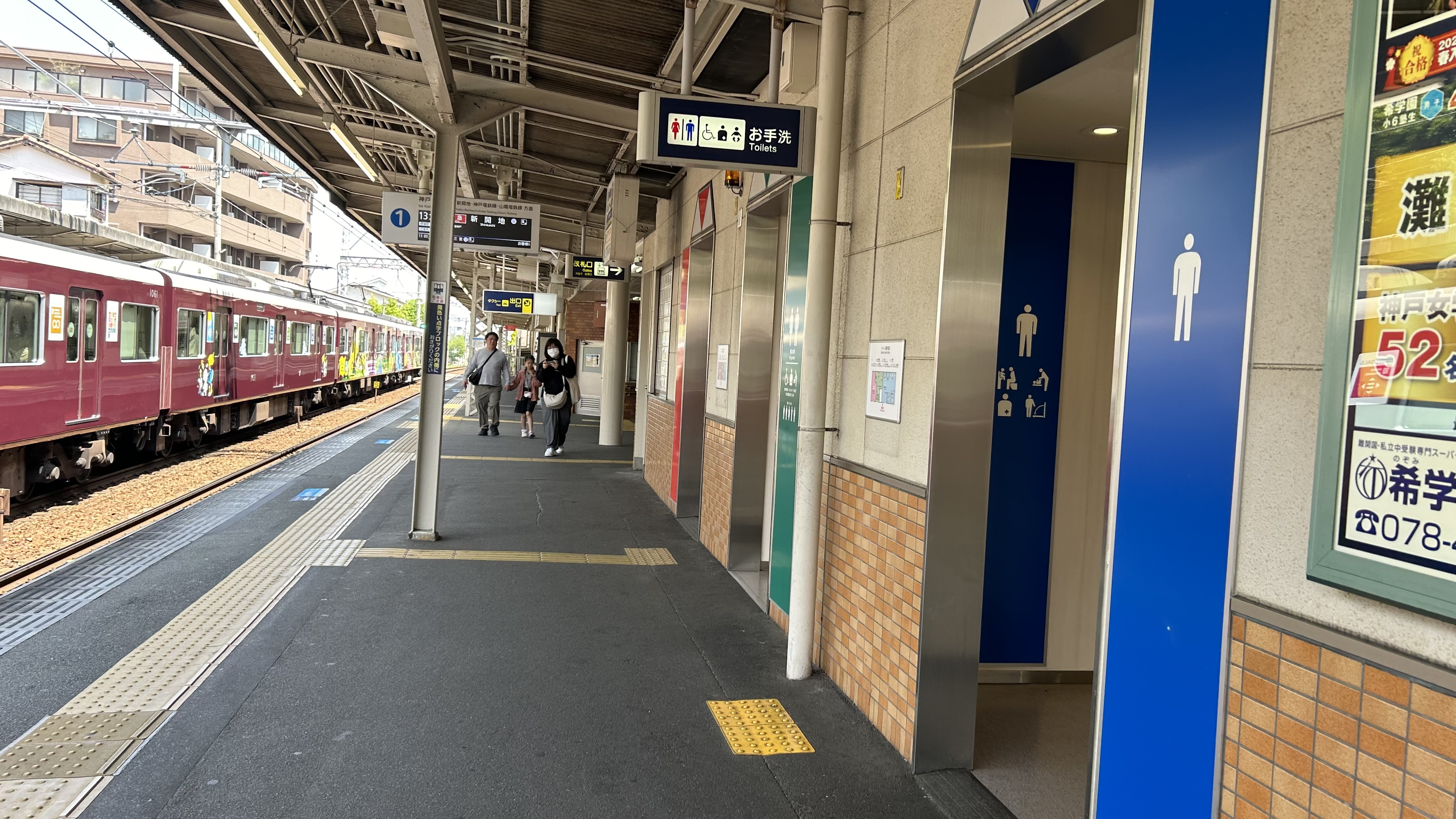
トイレ
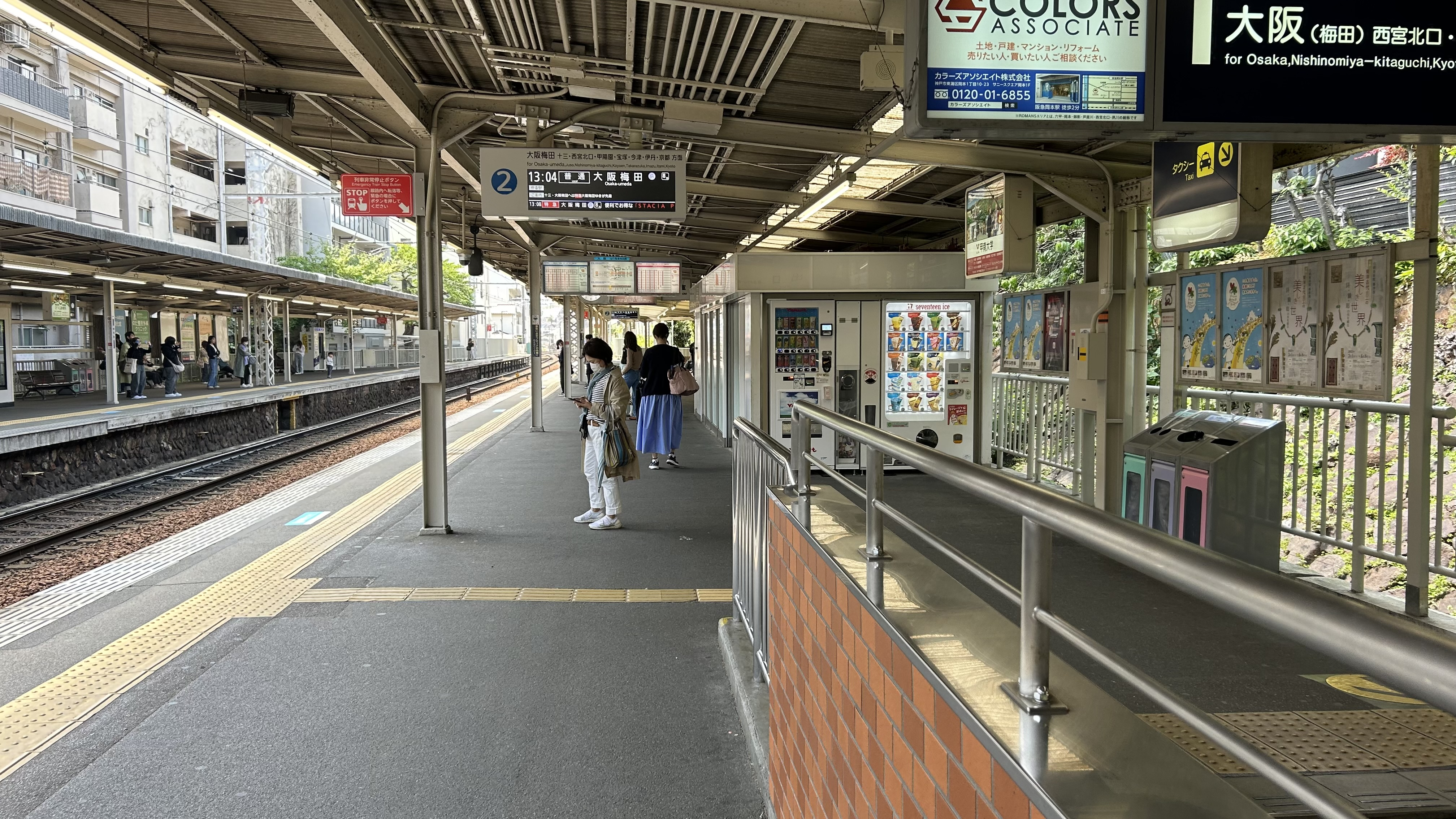
2号線ホーム
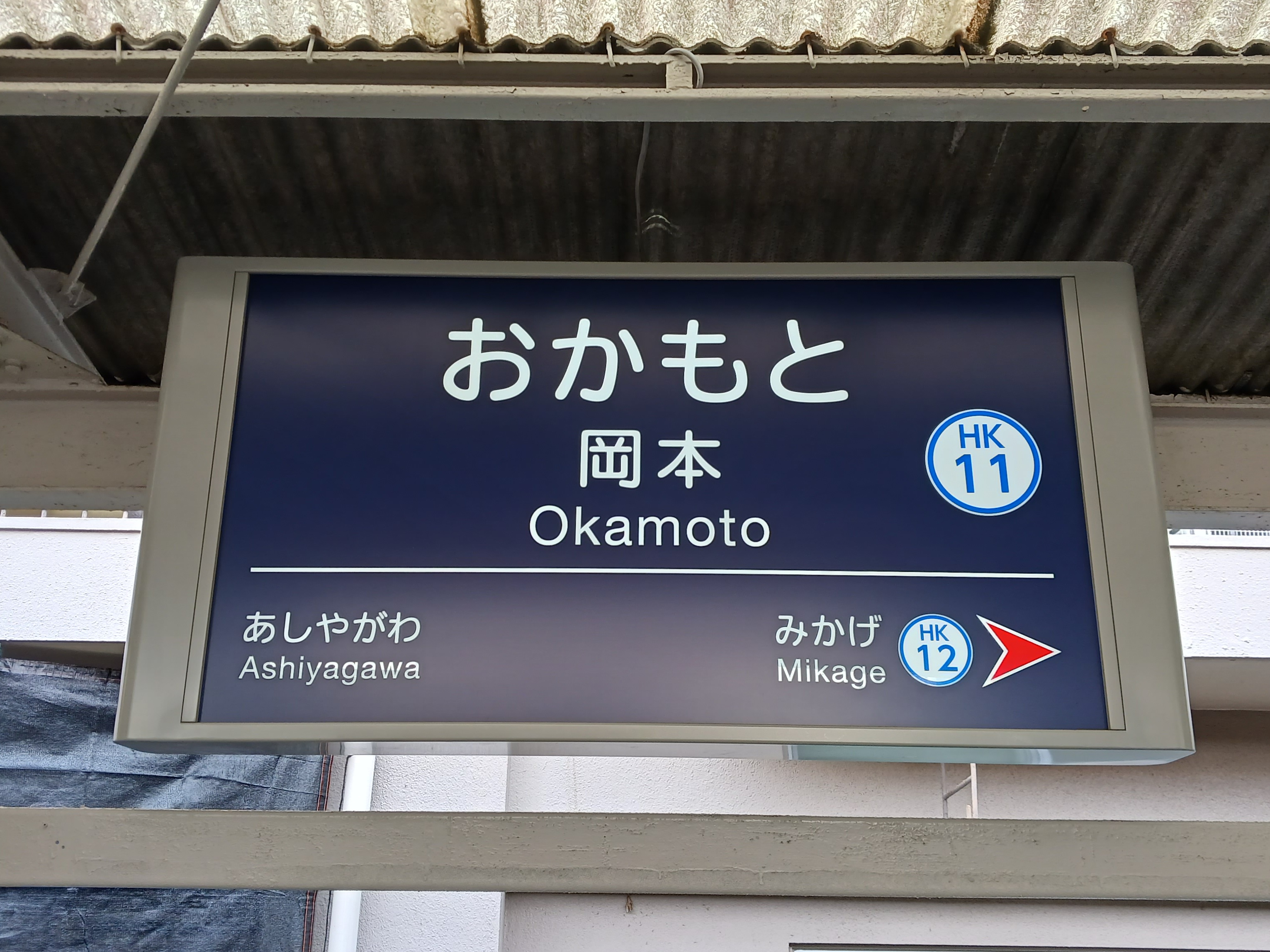
駅名標
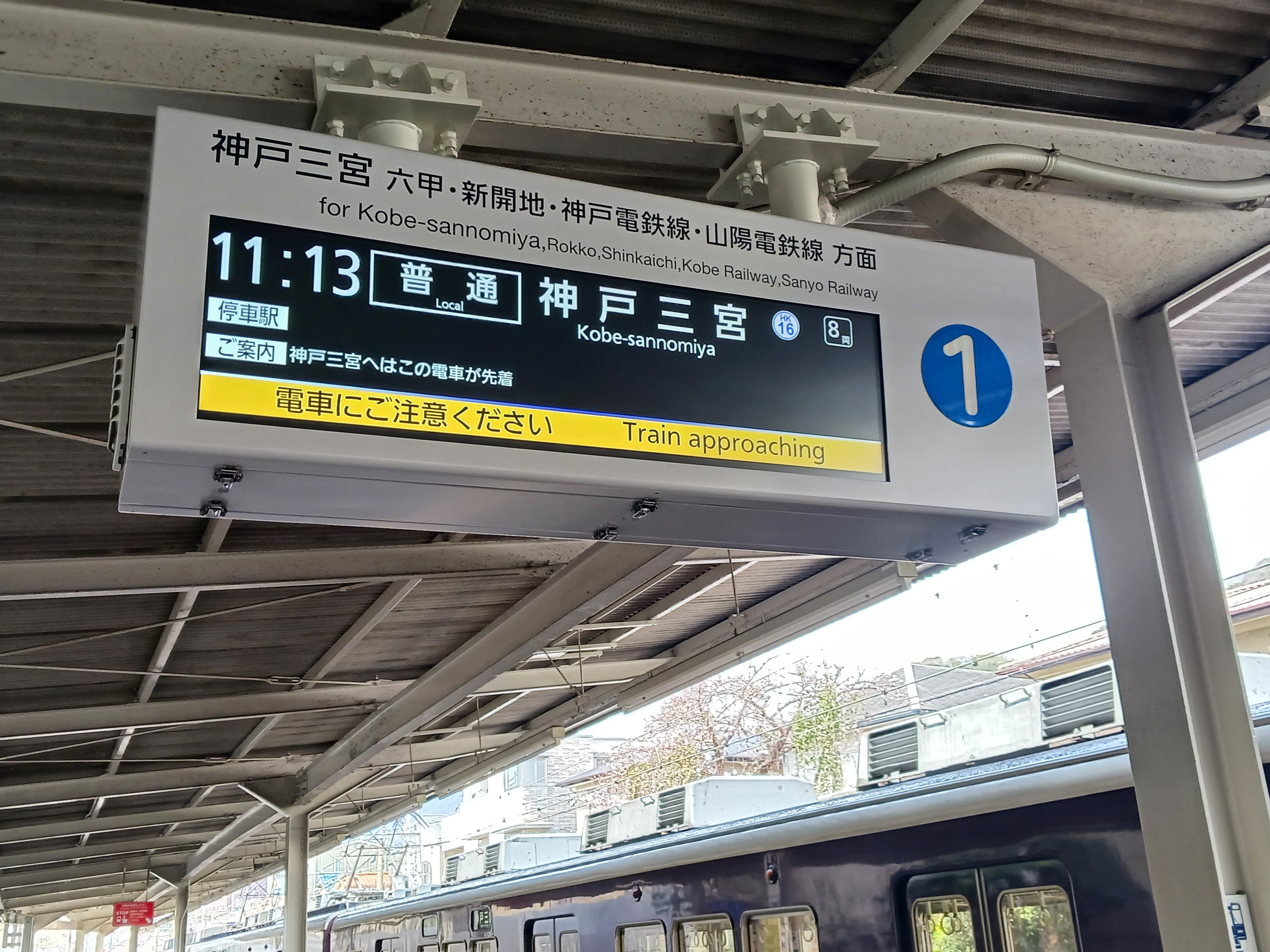
2022年3月1日より供用開始の新型発車標。阪急では初の筐体となった。
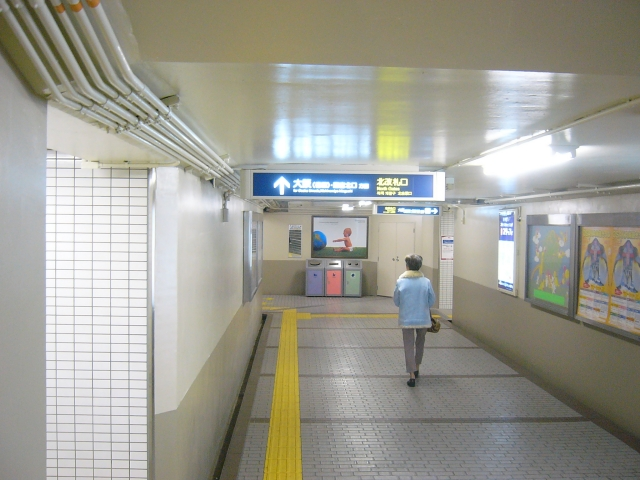
地下道

## 利用状況
2023年（令和5年）の通年平均乗降人員は25,444人であり、阪急電鉄の駅では第26位である。

### 年次別利用状況
各年次の乗降人員の推移は下表の通り。
| 年次               | 乗降人員 | 増減率 | 順位 | 出典       | 備考     |
| ------------------ | -------- | ------ | ---- | ---------- | -------- |
| 2016年（平成28年） | 27,905   |        | 27位 | [ 阪急 1 ] | [ 注 1 ] |
| 2017年（平成29年） | 28,009   | 0.4%   | 27位 | [ 阪急 2 ] |          |
| 2018年（平成30年） | 27,865   | -0.5%  | 26位 | [ 阪急 3 ] |          |
| 2019年（令和元年） | 28,105   | 0.9%   | 26位 | [ 阪急 4 ] |          |
| 2020年（令和02年） | 19,297   | -31.3% | 28位 | [ 阪急 5 ] |          |
| 2021年（令和03年） | 21,153   | 9.6%   | 27位 | [ 阪急 6 ] |          |
| 2022年（令和04年） | 23,603   | 11.6%  | 26位 | [ 阪急 7 ] |          |
| 2023年（令和05年） | 25,444   | 7.8%   | 26位 |            |          |

#### 平日限定データ
2007年から2015年までのデータは平日限定となっていた。全ての年度で乗車人員・降車人員ともに判明している。
| 年次               | 乗車人員 | 降車人員 | 乗降人員 | 増減率 | 順位 | 出典        |
| ------------------ | -------- | -------- | -------- | ------ | ---- | ----------- |
| 2007年（平成19年） | 15,346   | 15,682   | 31,028   |        | 28位 | [ 阪急 8 ]  |
| 2008年（平成20年） | 15,423   | 15,764   | 31,187   | 0.5%   | 28位 | [ 阪急 9 ]  |
| 2009年（平成21年） | 15,460   | 15,813   | 31,273   | 0.3%   | 28位 | [ 阪急 10 ] |
| 2010年（平成22年） | 15,946   | 16,307   | 32,253   | 3.1%   | 27位 | [ 阪急 11 ] |
| 2011年（平成23年） | 16,122   | 16,487   | 32,609   | 1.1%   | 27位 | [ 阪急 12 ] |
| 2012年（平成24年） | 16,310   | 16,655   | 32,965   | 1.1%   | 27位 | [ 阪急 13 ] |
| 2013年（平成25年） | 16,239   | 16,546   | 32,785   | -0.5%  | 27位 | [ 阪急 14 ] |
| 2014年（平成26年） | 15,913   | 16,185   | 32,098   | 2.1%   | 26位 | [ 阪急 15 ] |
| 2015年（平成27年） | 15,919   | 16,213   | 32,132   | 0.1%   | 27位 | [ 阪急 16 ] |

## 駅周辺
- 摂津本山駅（JR神戸線）[2]
- タクシー乗り場（駅南側　阪急タクシー専用）
- 甲南大学
- 神戸薬科大学
- 甲南女子大学
- 甲南女子中学校・高等学校
- 神戸市立本山第一小学校
- 岡本梅林公園
- 神戸市本山地域福祉センター
- 神戸岡本郵便局
- 三菱UFJ銀行住吉支店　岡本駅南口出張所（旧・岡本駅前支店 現在は住吉支店に統合）
- 山手幹線

## 隣の駅
阪急電鉄
■神戸本線
■特急・■通勤特急
夙川駅 (HK-09) - 岡本駅 (HK-11) - 神戸三宮駅 (HK-16)
■準特急
夙川駅 (HK-09) - 岡本駅 (HK-11) - 六甲駅 (HK-13)
■急行・■快速・■普通
芦屋川駅 (HK-10) - 岡本駅 (HK-11) - 御影駅 (HK-12)

### 記事本文